# Hasselblad Svenska Express
Die Hasselblad Svenska Express war die erste Hasselblad-Kamera und eine Boxkamera. Sie wurde in den Jahren 1893 bis 1913 produziert.
Sie war eine Plattenkamera, mit zwei Aufnahmeformaten, 9 × 12 cm und 12 × 16,5 cm, hatte eine Meniskuslinse als Objektiv,  einen optischen Durchsichtsucher, und war circa 500 Gramm schwer.
Sie wurde von Hugo Svenson & Co. in Göteborg produziert und der Vertrieb erfolgte durch F.W. Hasselblatt & Co. Von der Kamera wurden rund 13.000 Stück hergestellt.